# Kanpandoja (manzana)
'Kanpandoja es el nombre de una variedad cultivar de manzano (Malus domestica). Esta manzana está cultivada en diversos viveros entre ellos algunos dedicados a conservación de árboles frutales en peligro de desaparición. La manzana 'Kanpandoja' es originaria de Guipúzcoa, y actualmente se cultiva debido a su sabor agridulce para la cocina, y muy apreciada en la elaboración de sidra.

## Sinónimos
- "Manzana Kanpandoja",[6][7]
- "Panpandoja",[8]
- "Kanpandoja Sagarra",
- "Reineta Blanca de Canadá".[6]

Hay otra variedad llamada 'kanpandoja Gorri' de color rojo y sabor agridulce.

## Historia
'Kanpandoja' es una variedad de manzana cultivada en el País Vasco, está considerada incluida en las variedades locales autóctonas muy antiguas, cuyo cultivo se centraba en comarcas muy definidas. Se caracterizaban por su buena adaptación a sus ecosistemas y podrían tener interés genético en virtud de su adaptación. Estas se podían clasificar en dos subgrupos: de mesa y de sidra (aunque algunas tenían aptitud mixta). Es muy apreciada en la cocina y muy importante en la elaboración de sidra en el país vasco.
'Kanpandoja' es una variedad mixta, clasificada como muy buena en la elaboración de sidra, también se utiliza en la mesa por su sabor y aspecto atractivo; difundido su cultivo en el pasado por los viveros comerciales y cuyo cultivo en la actualidad se ha reducido a huertos familiares, y apreciada en elaboraciones culinarias. Variedad presente en Guipúzcoa muy parecida a la variedad 'Reineta Blanca de Canadá'.

## Características
El manzano de la variedad 'Kanpandoja' tiene un vigor alto, es árbol de mediana producción; florece a finales de abril; tubo del cáliz en forma de embudo corto, y con los estambres situados en su mitad.
La variedad de manzana 'Kanpandoja' tiene un fruto de tamaño grande; forma esferoide aplastada con varios mamelones ; piel gruesa, no muy dura, áspera, algo cerosa; con color de fondo amarillento, siendo el color del sobre color lavado de sonrosado en mancha en la cara expuesta al sol, importancia del sobre color débil, distribución del color en chapa, presenta lenticelas y numerosas manchas parduzcas de ruginoso-"russeting" de diferentes tamaños, sensibilidad al ruginoso-"russeting" (pardeamiento áspero superficial que presentan algunas variedades) débil a medio; pedúnculo de tamaño corto, grosor de calibre grueso, no sobresale de la cavidad peduncular, anchura de la cavidad peduncular muy ancha, profundidad de la cavidad pedúncular es pequeña con los bordes resaltados irregulares, y con una  importancia del ruginoso-"russeting" en cavidad peduncular media sobresaliendo al hombro; calicina pequeño y semicerrado, profundidad de la cav. calicina pequeña, bordes con unos ligeros abultamientos, pared con un ligero plisamiento, y de la importancia del ruginoso-"russeting" en cavidad calicina débil; sépalos triangulares en la base apretados. 
Carne de color blanco amarillento. Textura crujiente, y esponjosa de mucho zumo; el sabor característico de la variedad, agridulce; corazón de tamaño medio, desplazado. Eje abierto. Celdas sin cavidades. Semillas aristadas, puntiagudas, de tamaño medio, color marrón claro uniforme.
La manzana 'Kanpandoja' tiene una época de maduración y recolección de las más tempranas de las "reinetas" a finales de verano, madura a finales de agosto, de larga duración. Tiene uso mixto pues se usa como manzana de uso en cocina, y también como manzana para la elaboración de sidra, como manzana sidrera es una variedad agri dulce muy apreciada.